# Евтихиев, Фёдор Адрианович
Фёдор Адрианович Евтихиев (Евтищев; 1868 или 1870, Санкт-Петербург — 1 февраля 1904, Салоники), более известный под прозвищем Jo-Jo или «мальчик с пёсьей мордой», — русский цирковой артист, который достиг европейской известности в конце XIX века.

## Биография
Фёдор Евтихиев, по одним данным, родился в 1868 году в Санкт-Петербурге, по другим данным, в 1870 году в деревне Березники, возле Мантурово Костромской губернии. Так же как и его приёмный отец, Адриан Евтихиев, Фёдор страдал редким заболеванием — гипертрихозом, в результате которого их тела и лица были полностью покрыты волосами. С 1884 года долгое время выступал в шоу, устраиваемых известным американским антрепренёром Ф. Т. Барнумом в США. На шоу Барнума Фёдора заставляли лаять и рычать на зрителей, представляя как «лесного человека», пойманного в России вместе с отцом в пещере. Он приносил немалый доход хозяевам цирка. При этом Фёдор был грамотен и владел, помимо русского, немецким и английским языками, освоив их в ходе гастролей шоу.
В конце XIX века сенсацией многих российских ярмарок, а несколько позднее и заграничных паноптикумов, стал показ на них «волосатых людей» Адриана Евтихиева и Фёдора Петрова, уроженцев соседних деревень Коровино и Березники, расположенных вблизи города Мантурово Костромской губернии. На шоу в США и Европе Фёдора Петрова стали представлять как сына Адриана Евтихиева, с которым они вместе выступали.
Он умер 1 февраля 1904 года в Салониках от пневмонии.

## Галерея

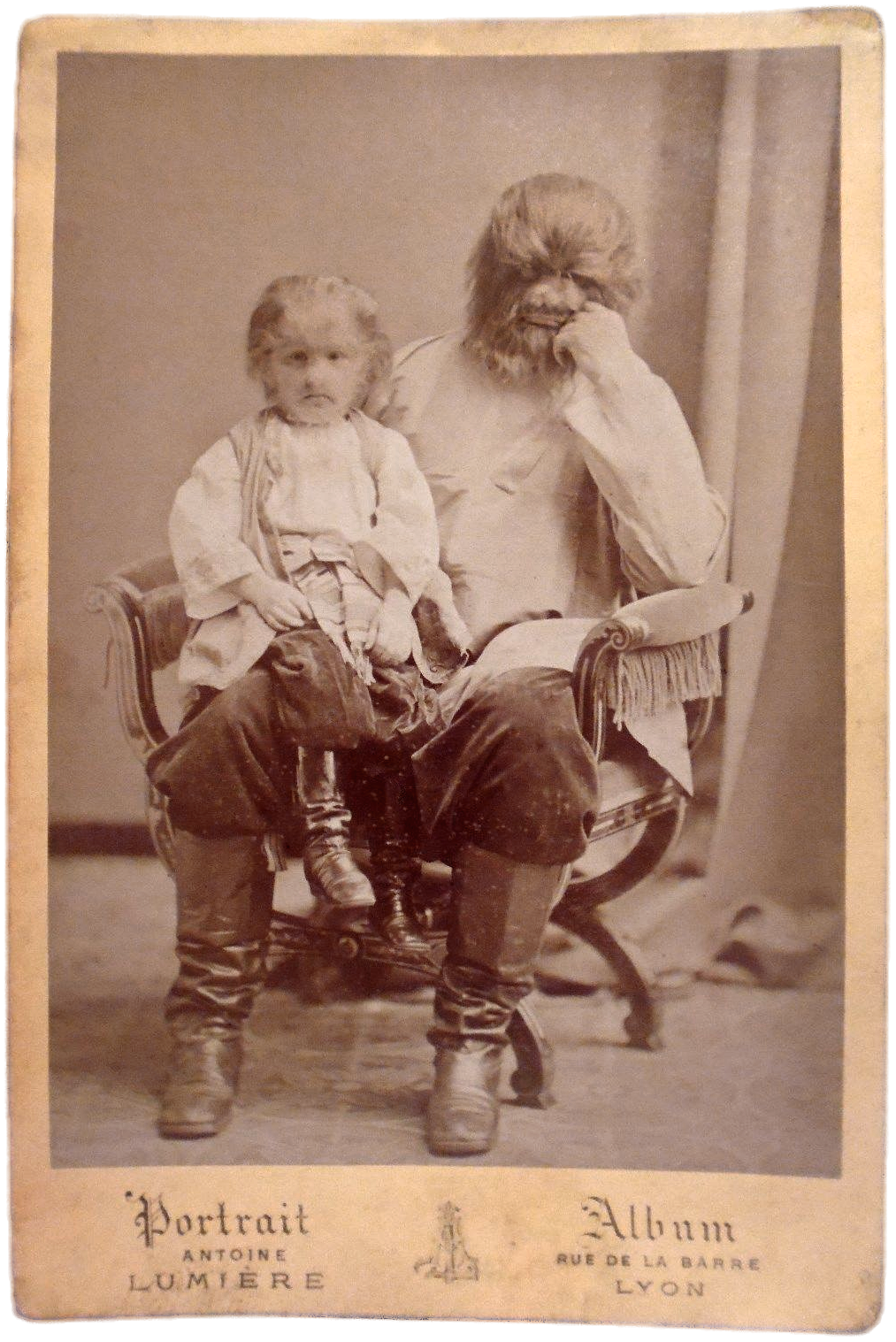
В детстве с отцом
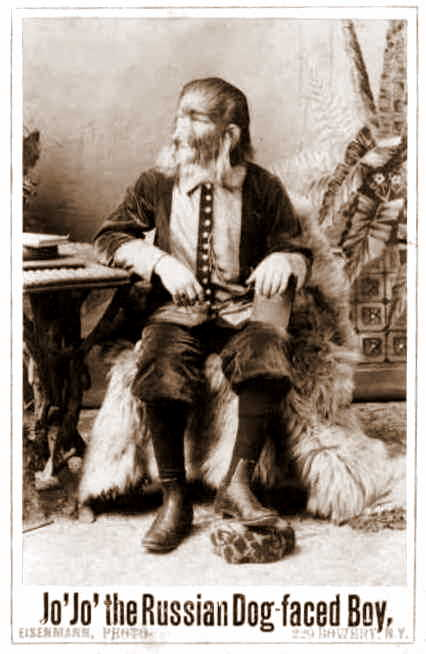
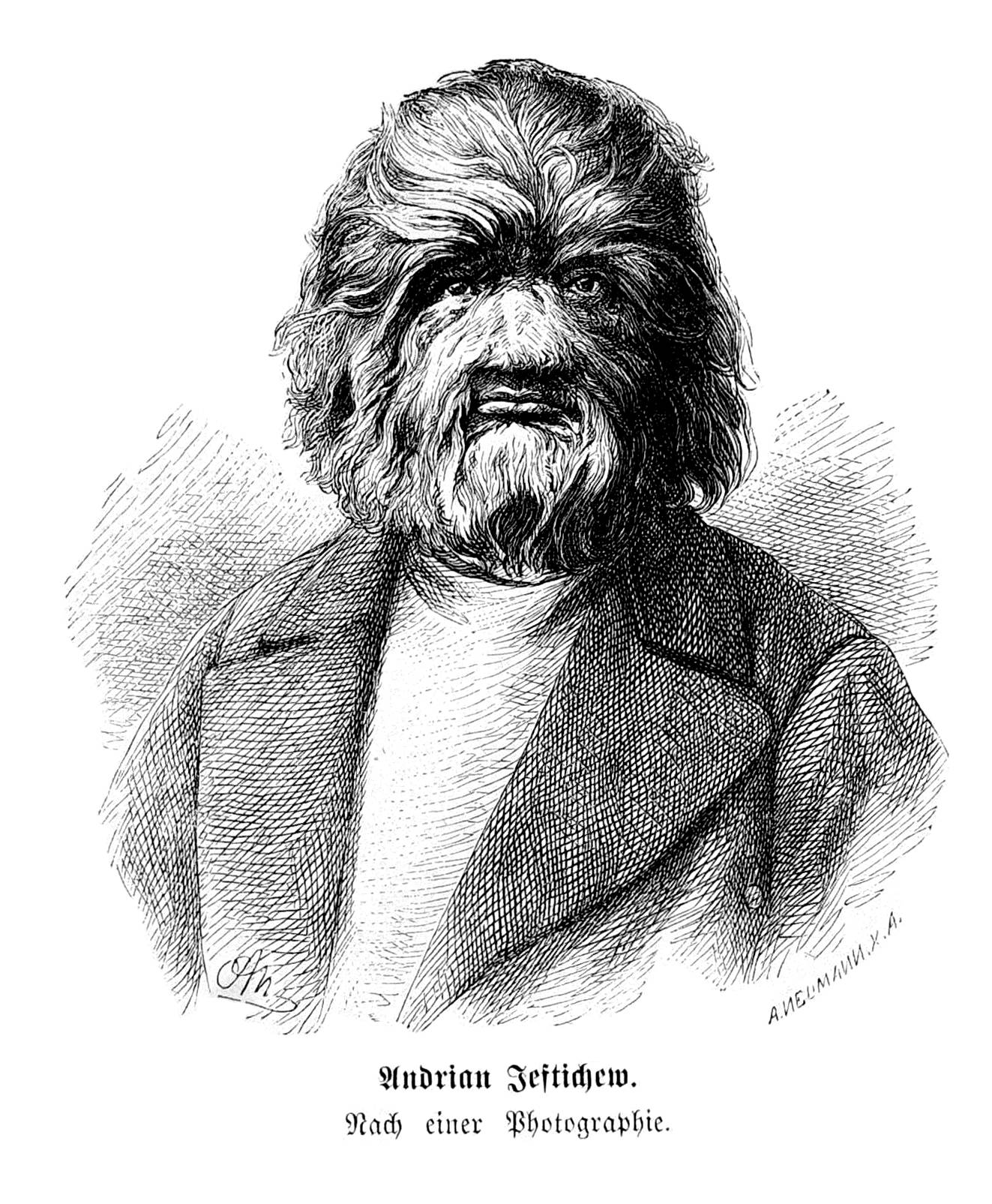
Портрет отца из немецкого журнала «Die Gartenlaube» (1874 год)
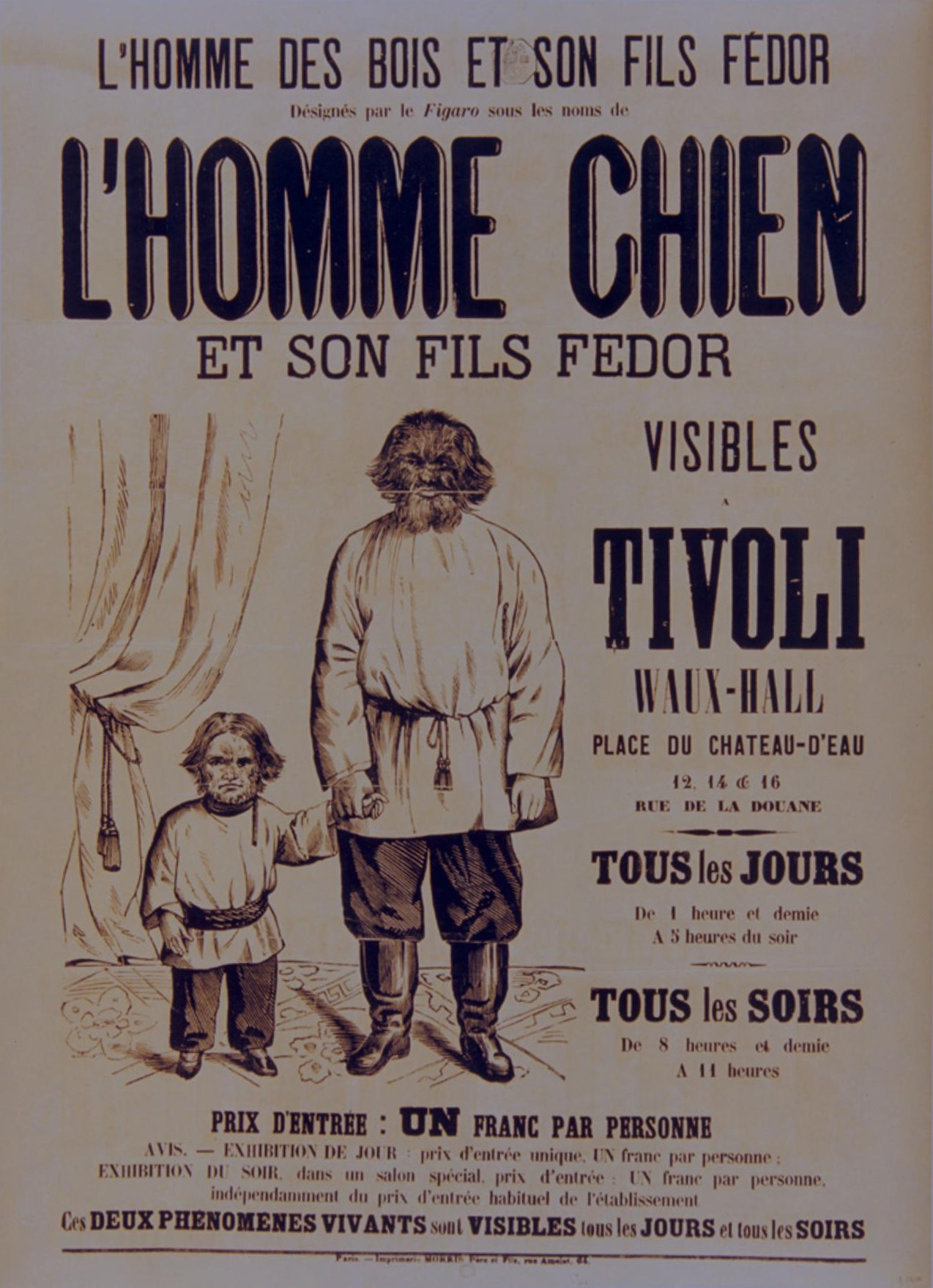
Афиша выступления Адриана и Фёдора Евтихиевых в Париже, 1870-е гг.
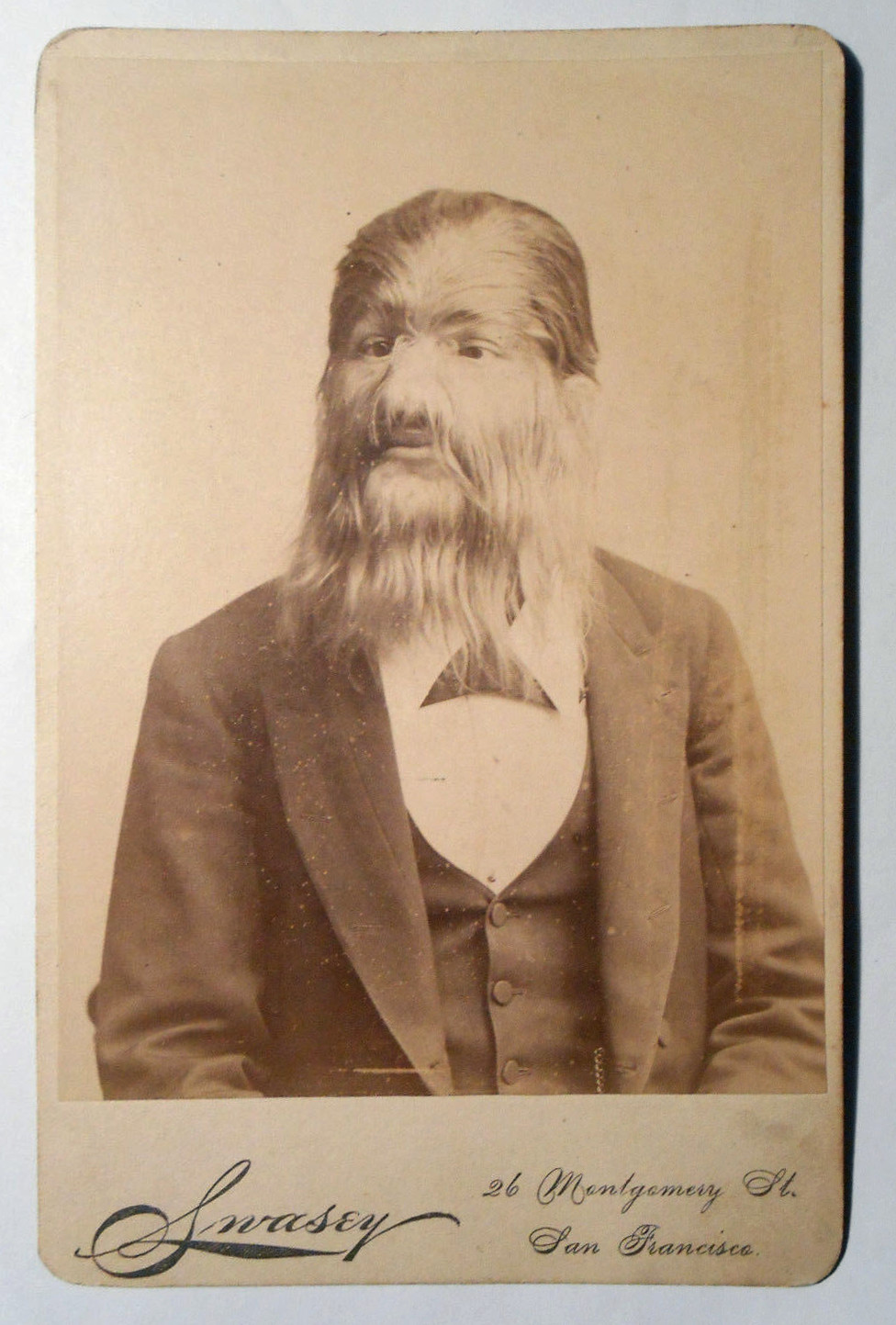